# Grupo CanZion
Grupo CanZion é uma produtora e distribuidora independente de música cristã  fundada por Marcos Witt e sua esposa em 1987. Seu nome inicial era CanZion Producciones,  posteriormente se tornando um grupo de divisões dedicadas a diversos mercados, sendo formado pelas marcas CanZion, CanZion Editora, CanZion Home Media, CanZion Films,  CanZion Eventos, Instituto CanZion,  e Director de Alabanza, onde a gravadora é o segmento mais conhecido do conglomerado, uma vez que os artistas pertencentes a ela e suas produções foram premiados em várias cerimônias como o Grammy Latino, Arpa Awards, Billboard Awards, entre outros, eles também conseguiram entrar nas listas da revista Billboard como Top Latin Albums e Latin Pop Albums .
Desde sua fundação, CanZion fez alianças de distribuição com gravadoras como Vida Music, Vene Music, EMI, Integrity Music, Aliento, Provident, David C Cook, Hillsong Music, Multitracks and Secuencias, para ter um maior alcance em vários países, entre os quais estão México, Colômbia, Argentina e Porto Rico.

## História
Em abril de 1987, Marcos Witt fundou "CanZion Producciones" em Durango, México, junto com sua esposa Miriam. Posteriormente, ampliando sua abrangência, chegaram as extensões audiovisuais, literárias e educacionais, com as marcas que hoje complementam e compõem o Grupo CanZion.

### CanZion: selo discográfico
Inicialmente, com o nome de CanZion Producciones, deu início a este projeto cuja missão era "edificar o corpo de Cristo através da produção e distribuição de música cristã em espanhol".
Até o momento, nove produções musicais sob o selo CanZion foram premiadas no Latin GRAMMY Awards, onde Alex Campos e Marcos Witt foram os mais homenageados ao longo da gala como "Melhor Álbum Cristão". Por sua vez, no Arpa Awards, também foram reconhecidos em várias ocasiões como os "salmistas do CanZion", compreendendo o grande número de artistas que lá passaram.
Em 2009, nasceu CanZion Integrity Distributions (CID), como uma aliança estratégica realizada durante a Expolit 2009, onde foi anunciada a notícia de que o Hispanic CanZion e o American Integrity se uniriam em uma única empresa  e relançaria as produções recentes de cada artista.
Da mesma forma, eles especificaram alianças para ser a gravadora responsável por trazer para a América Latina o material audiovisual de bandas de língua inglesa, como Planetshakers, Hillsong United em espanhol, e as outras divisões da banda.
CanZion lançou duas compilações chamadas Serie Hits, em suas  e 2013.

### CanZion Editora
CanZion Editora, entidade editora musical, responsável pela administração dos direitos autorais . É responsável por gerenciar os royalties do autor, da distribuição e do artista.

### CanZion Eventos
A divisão CanZion, que organiza shows e apresentações em toda a América, se chamava CanZion Eventos, que se encarregou do detalhamento logístico desses eventos com os artistas da gravadora. Um dos eventos mais importantes realizado pelo grupo é o Congreso de Adoradores. 

### Instituto CanZion
O Instituto Canzion, fundado em 1994, é uma escola que forma líderes de louvor e ministros da música, presente hoje em 23 nações do mundo. Para diversos cursos, os artistas da gravadora têm sido os palestrantes do conteúdo.

### CanZion Films
Canzion Films, uma produtora e distribuidora fundada em 2009, especializada em levar entretenimento com temática religiosa aos cinemas. CanZion Films lançou filmes como " Sala de Guerra ", "O Coração do Homem", " Deus não está morto ", "Victor",  e " O peregrino progresso » em desenhos animados. Recentemente, está colaborando com o GlouCinema para o lançamento de novos conteúdos.

### CanZion Home Média
CanZion anunciou em 2015 a abertura de uma nova divisão para aquisição e desenvolvimento de um catálogo audiovisual com o nome de CanZion Home Media.

## Locais
Grupo CanZion tem presença em vários países de Latinoamérica, como Colômbia, México, Argentina, Brasil, entre outros.